# フロレンス・シモンズ
フロレンス・シモンズ（Florence Symonds、2002年5月20日 - ）は、カナダの女子ラグビー選手。

## プロフィール
- カナダ・バンクーバー出身[1]。
- ポジションはウィング(WTB)。
- 身長 178cm、体重 75kg
- 7人制女子カナダ代表に選ばれている[2]。
- 女子カナダ代表に選ばれている。

## 略歴
2024年、2024パリ五輪の7人制女子カナダ代表に選ばれて銀メダル獲得。